# Phanerotoma uniformis
Phanerotoma uniformis är en stekelart som beskrevs av Charles Thomas Brues 1926. Phanerotoma uniformis ingår i släktet Phanerotoma och familjen bracksteklar. Inga underarter finns listade i Catalogue of Life.